# Kilvelur
Kilvelur är en ort i Indien.   Den ligger i distriktet Nagapattinam och delstaten Tamil Nadu, i den södra delen av landet, 2 000 km söder om huvudstaden New Delhi. Kilvelur ligger 13 meter över havet och antalet invånare är 7 629.
Terrängen runt Kilvelur är mycket platt. Runt Kilvelur är det tätbefolkat, med 849 invånare per kvadratkilometer. Närmaste större samhälle är Nagapattinam, 11,2 km öster om Kilvelur. Trakten runt Kilvelur består till största delen av jordbruksmark.